# Limnichoderus modicus
Limnichoderus modicus är en skalbaggsart som beskrevs av Wooldridge 1981. Limnichoderus modicus ingår i släktet Limnichoderus och familjen lerstrandbaggar. Inga underarter finns listade i Catalogue of Life.